# La Révoltée
Pour plus de détails, voir Fiche technique et Distribution.
La Révoltée est un film français de Marcel L'Herbier sorti en 1948 d'après un roman de Pierre Sabatier.

## Synopsis
Françoise est à Rome. Par une circonstance spéciale qui l'amène à l'hôpital, elle raconte son histoire.
Après avoir subi la mort de son enfant, son mari se suicide. Elle a alors une relation avec un autre homme. Ce dernier lui apprend qu'il est marié. Plus rien n'a désormais d'importance à ses yeux.

## Fiche technique
- Réalisation : Marcel L'Herbier
- Scénario :  Pierre Sabatier (d'après son roman) et Marcel L'Herbier
- Dialogues : Jean Sarment
- Musique : Marius-François Gaillard
- Photographie : Christian Matras
- Sociétés de production : Femina et Lux Compagnie Cinématographique de France
- Format : Son mono - Noir et blanc - 35 mm  - 1,37:1
- Genre : Film dramatique
- Durée : 95 minutes
- Date de sortie : 
  - France - 5 novembre 1948
- Affiche : Bernard Lancy (France)

## Distribution
- Josette Day : Françoise Darbel
- Victor Francen : Henri Dumières
- Jacques Berthier : Serge Loref
- Jaque Catelain : Christian Darbel
- Sylvie : Mademoiselle Barge
- Irène Capri : La nurse
- Michèle Marly : La poule
- Olen Monty : Madame Del Pozzo
- Daniel Mendaille : Le confesseur
- Jacques Sernas : Rudy
- Sylvio de Pedrelli : Le juge d'instruction Roncolli
- Charles Dechamps : Le général
- Rolla Norman : Le libraire
- Michel Rob : Le petit Georges